# Riekisura auritegula
Riekisura auritegula är en stekelart som först beskrevs av Girault 1927.  Riekisura auritegula ingår i släktet Riekisura och familjen puppglanssteklar. Inga underarter finns listade i Catalogue of Life.